# Oración coordinada
Las oraciones coordinadas son aquellas que están formadas por dos o más oraciones que se encuentran al mismo nivel sintáctico, puesto que tienen todas la misma importancia y ninguna de ellas depende sintáctica de otra u otras. En esto radica su diferencia con las oraciones subordinadas, que forman parte de una oración construida a partir de otro verbo (el principal) que las contiene y las subordina. En cambio, las oraciones coordinadas son sintácticamente independientes y están unidas entre sí mediante un nexo coordinante (generalmente una conjunción). Al realizar el análisis sintáctico extenso, queda fuera de las oraciones.

## Características
Para que las oraciones sean realmente coordinadas deben cumplir dos condiciones:
1. Ambas oraciones deben tener un significado completo y no dependen de la otra: "(Pedro plancha) pero (María cocina)"
2. Ambas oraciones deben poder ser intercambiables sin que altere la semántica: "(María cocina) pero (Pedro plancha)" significa lo mismo que "Pedro plancha pero María cocina".

La segunda condición obedece a que la oración coordinada involucra la unión de elementos de igual categoría, por lo cual pueden intercambiarse y en general se encuentran unidos solamente por un conector, casi siempre una conjunción no subordinante. En este sentido, la coordinación consiste en la unión de dos o más cláusulas en una unidad mayor (la oración compuesta) que funciona del mismo modo que sus componentes.
A diferencia de lo que sucede en las oraciones subordinadas, en las oraciones coordinadas no existen restricciones de consecutio temporum (o secuencia de tiempos), por lo que los valores del modo y tiempo gramaticales son independientes para cada una de las cláusulas.

## Tipos de oraciones coordinadas en español
Tradicionalmente la clasificación de las oraciones coordinadas en la gramática tradicional del español es:
- Coordinadas copulativas o aditivas: Indican unión o suma, formada por dos oraciones que pueden relacionarse entre sí mediante el nexo o conjunción (y, e, ni, equivalente a "y no", y más raramente que, en expresiones como "vuela que vuela" o "dale que dale") Ejemplo: «Juan lee y Pedro escribe». «Juan lee, Pedro escribe».
- Coordinadas disyuntivas: Indican opción, los nexos pueden ser (o, u, ya). Ejemplo: «Iré a España o (iré) a Italia». Pueden ser inclusivas / incluyentes ("¿Estudias o trabajas?") cuando las opciones no se excluyen y pueden ser simultáneas o excluirse ambas, o exclusivas / excluyentes, cuando se repelen mutuamente de forma que no pueden darse simultáneamente o no darse ("¿Vienes o te quedas?").
- Coordinadas adversativas: Son oraciones que se corrigen a través de unos enlaces o nexos. Sus nexos suelen ser: pero, mas, aunque (si puede sustituirse por pero), empero, sin embargo, no obstante, antes, antes bien, por lo demás, sino que, con todo, más bien. Ejemplos: «Hace sol, pero luego lloverá». «Quise dormir, no pude». La corrección o contrariedad puede ser total o parcial, según lo cual las oraciones coordinadas adversativas pueden ser restrictivas o exclusivas.
  - Las oraciones adversativas restrictivas presentan una contrariedad parcial entre enunciados no incompatibles: “No había estudiado, pero logré responder a casi todo”, “El equipo jugó muy mal, mas logró imponerse en el marcador”. Suelen usar sobre todo el nexo “pero” y en los casos en que la primera coordinada es negativa la segunda suele incluir el adverbio “sí” como refuerzo: “Miguel no entiende la teoría, pero sí entiende el funcionamiento del sistema”.
  - Las oraciones adversativas exclusivas, expresan enunciados incompatibles en que uno excluye al otro: “Eso no es lo que ofrecisteis, sino lo que os conviene”, “No es un político, sino que es un mafioso”. Su nexo más acostumbrado es “sino”, pero también puede emplear “sin embargo”, “no obstante”, “al menos” y “con todo”, entre otros. A veces pueden omitir el verbo en la segunda coordinada: “No lo cometió mi hermano, sí mi primo“.
- Coordinadas distributivas: Distribuyen las acciones por medio de la utilización de conectores, tales como ya... ya, bien... bien, sea... sea, unos...otros, aquí... allí, tan pronto... como. Ejemplo: «Ya friega los platos, ya lava la ropa, ya cocina la cena»; «Tan pronto canta como ríe».

La Nueva Gramática Básica de la Lengua Española reconoce ya solo tres tipos de oraciones coordinadas: las copulativas, las disyuntivas y las adversativas. Las explicativas son en realidad disyuntivas y las distributivas son en realidad yuxtapuestas. Por otra parte, cuando se ven unidos dos elementos de la misma categoría gramatical se habla de coordinación homocategorial ("una cadena y un reloj"), y cuando se ven unidos dos elementos de distinta categoría gramatical se habla de coordinación heterocategorial ("un cuadro antiguo y de gran valor").

## Compatibilidad semántica entre las proposiciones coordinadas
No todas las proposiciones pueden ser coordinadas aunque tengan el mismo sujeto y el mismo verbo. Resultaría absurdo decir "Pedro es pelirrojo y (es) alcalde". Y con más razón son imposibles oraciones como "Era de noche, pero llovía" o "Se hunde la casa, pero la letra de este libro es clara".
Así pues, para que la coordinación sea posible es necesario que las proposiciones cumplan estas condiciones:
1. Que sean compatibles, es decir, que no se excluyan entre ellas; no podríamos decir "Manolo duerme mucho y padece insomnio".
2. Que sean coherentes, esto es, que puedan responder a la misma pregunta. La oración "Pedro es pelirrojo y alcalde" es incoherente porque "Pedro es pelirrojo" respondería a la pregunta "¿Qué cualidades físicas posee Pedro?" y "Pedro es alcalde" respondería a la de ¿Qué cargo desempeña Pedro?".
3. En el caso de las proposiciones disyuntivas, que exista alternativa entre ellas; no se podría decir: "¿Cumples los años en agosto o durante el verano?"[2]

## Asíndeton y polisíndeton
Dos términos o dos proposiciones presentan asíndeton cuando, debiendo estar unidos lógicamente por una conjunción, se presentan sin ella: "Hace frío. Encenderemos la estufa". Se produce cuando se trata de proposiciones unidas por yuxtaposición.
Por el contrario, hay polisíndeton cuando se multiplican los nexos conjuntivos entre elementos oracionales o entre proposiciones:
Elisa y Valentín y Dámaso... todos me han felicitado.
Tengo que suspenderlo porque no ha contestado a algunas preguntas, porque ha contestado mal, porque el ejercicio es desordenado y porque ha cometido cuatro faltas de ortografía
El efecto estilístico que ambos recursos producen es dispar; en el caso del polisíndeton es poner de relieve los términos unidos por las conjunciones, pero en el del asíndeton obedece a intenciones más variadas, aunque la principal es la de imprimir rapidez al discurso. Otra es la de querer indicar que no se quiere ser completo.